# Donja Bukovica (Nova Bukovica)
Donja Bukovica is een plaats in de gemeente Nova Bukovica in de Kroatische provincie Virovitica-Podravina. De plaats telt 101 inwoners (2001).